# Skalky (grupa górska w Sulowskich Wierchach)

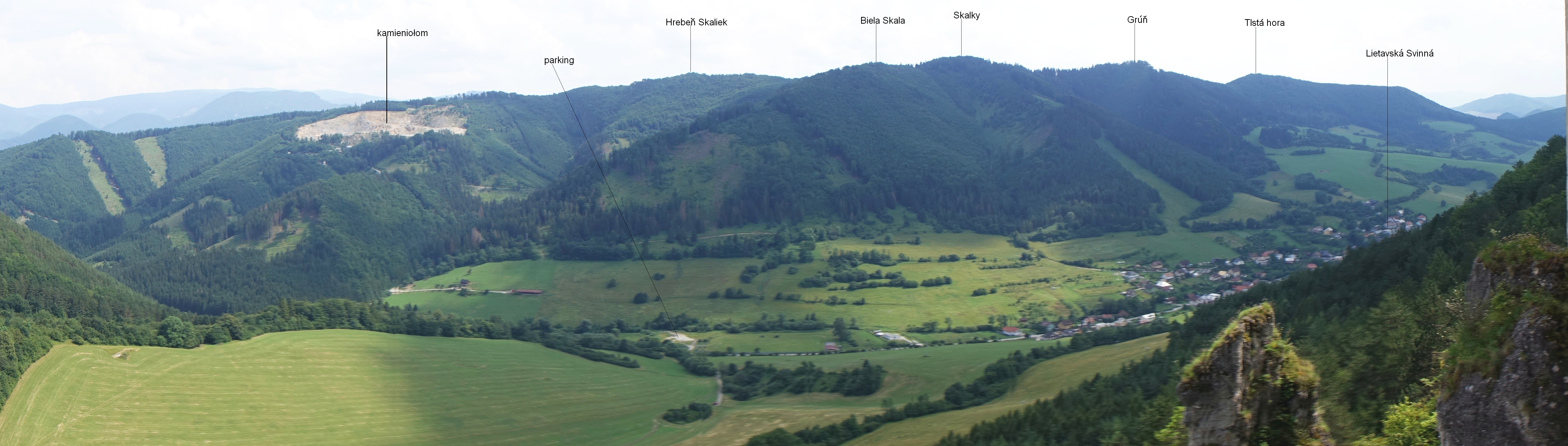
Widok na Skalky z Zamku Lietava

Skalky (pol. Skałki) – najmniejsza grupa górska, wchodząca w skład Sulowskich Wierchów na Słowacji. Najwyższy szczyt: Skalky (778 m n.p.m.).

## Położenie
Grupa górska Skałek obejmuje najbardziej na wschód położony fragment Sulowskich Wierchów. Od wschodu i południa ogranicza ją dolina rzeki Rajčanki, przez którą Skałki sąsiadują odpowiednio z dwoma podregionami Kotliny Żylińskiej: Žilinská pahorkatina i Rajecká kotlina. Od północy ogranicza je dolina potoku Lietavka. Na północnym zachodzie grupa Skałek przechodzi w system wzgórz obrzeża Kotliny Żylińskiej (słow. Žilinská pahorkatina), a na zachodzie łączy się z Sulowskimi Skałami.
U południowych podnóży najwyższego szczytu Skałek rozłożyła się znana miejscowość uzdrowiskowa Rajecké Teplice.

## Ukształtowanie i przyroda
Doliną potoku Svinianka grupa Skałek podzielona jest na dwa pasma: południowe – wyższe i obfitujące w liczne, znane formacje skalne (m.in. Slnečné skaly) – ze szczytami Svinianka (664 m), Skalky (778 m) i Tlstá Tlstá hora (747 m) oraz północne – ze szczytami Drieňovica (586 m), Cibuľník (633 m) i Strážna (686 m). Na zachodzie pasmo południowe grzbietem ze szczytami Veľký vŕšok (639 m) i Kamenný diel (653 m) łączy się ze wschodnim grzbietem Sulowskich Skał w Žibridzie (867 m). Natomiast pasmo północne wrasta w ten grzbiet na północ od przełęczy Patúch.
Całą grupę górską Skałek odwadnia rzeka Rajčanka wraz z dopływami Svinianką i Lietavką.
Południowo-wschodnią część pasma południowego (w tym m.in. Slnečné skaly) obejmuje rezerwat przyrody Slnečné skaly.

## Turystyka
W południowym paśmie Skałek wytyczono szereg znakowanych szlaków turystycznych i spacerowych (głównie dla kuracjuszy uzdrowiska), sięgających najwyżej położonych formacji skalnych i znajdujących się na ich szczytach punktów widokowych, zapewniających widoki na całą Kotlinę Rajecką.